# Vlag van Lviv (stad)

Vlag van Lviv

De vlag van Lviv is sinds 5 juli 1990 het officiële symbool van de Oekraïense stad Lviv. De vlag is ontworpen door Andrij Hretsjylo, Ivan Svarnyk en Ivan Toeretsky.
De vlag is een vierkante banier van het traditionele wapenschild van Lviv, dat teruggaat tot de 14e eeuw. De vlag, in de Oekraïense kleuren, toont een gouden stadsmuur met kantelen; in de muur is een poort waarin een gouden leeuw staat. Drie van de vier randen van de vlag zijn voorzien van gele vlammen, alleen aan de hijszijde ontbreken de vlammen.